# Пихтовка (Кудымкарский район)
Пихтовка — деревня в Кудымкарском районе Пермского края. Входила в состав Белоевского сельского поселения. Располагается в устье реки Пихтовки западнее от города Кудымкара. Расстояние до районного центра составляет 41 км. По данным Всероссийской переписи населения 2010 года, в деревне проживал 71 человек (34 мужчины и 37 женщин).

## История
По данным на 1 июля 1963 года, в деревне проживало 212 человек. Населённый пункт входил в состав Кувинского сельсовета.